# Jolyon Palmer
Jolyon Palmer (n. 20 ianuarie 1991, Horsham, Anglia, Regatul Unit) este un fost pilot de Formula 1. De-a lungul carierei a luat startul în 35 de curse, niciuna din pole-position. Nu a câștigat nicio cursă și nu a terminat niciodată pe podium, acumulând 9 puncte în întreaga activitate ca pilot de Formula 1.